# Pyxicephalus
Pyxicephalus là một chi động vật lưỡng cư trong họ Pyxicephalidae, thuộc bộ Anura. Chi này có 4 loài và không bị đe dọa tuyệt chủng.

## Danh sách loài
- Pyxicephalus adspersus Tschudi, 1838
- Pyxicephalus angusticeps[2] Parry, 1982
- Pyxicephalus edulis Peters, 1854
- Pyxicephalus obbianus Calabresi, 1927

## Hình ảnh

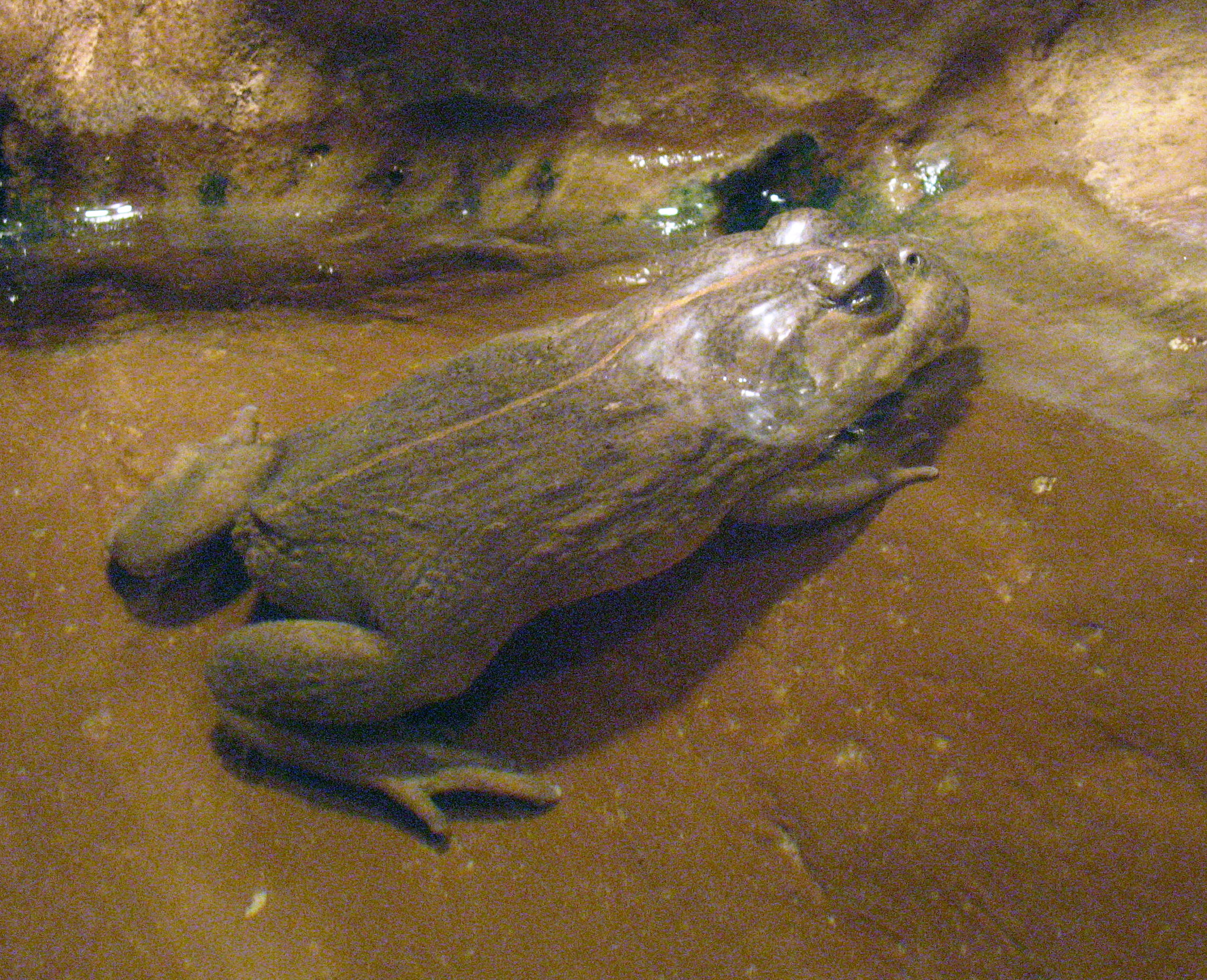
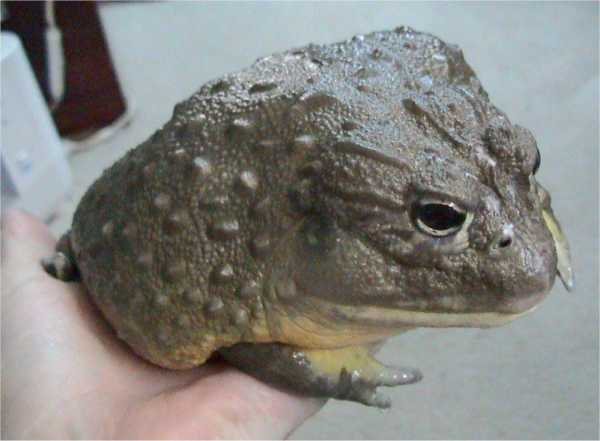
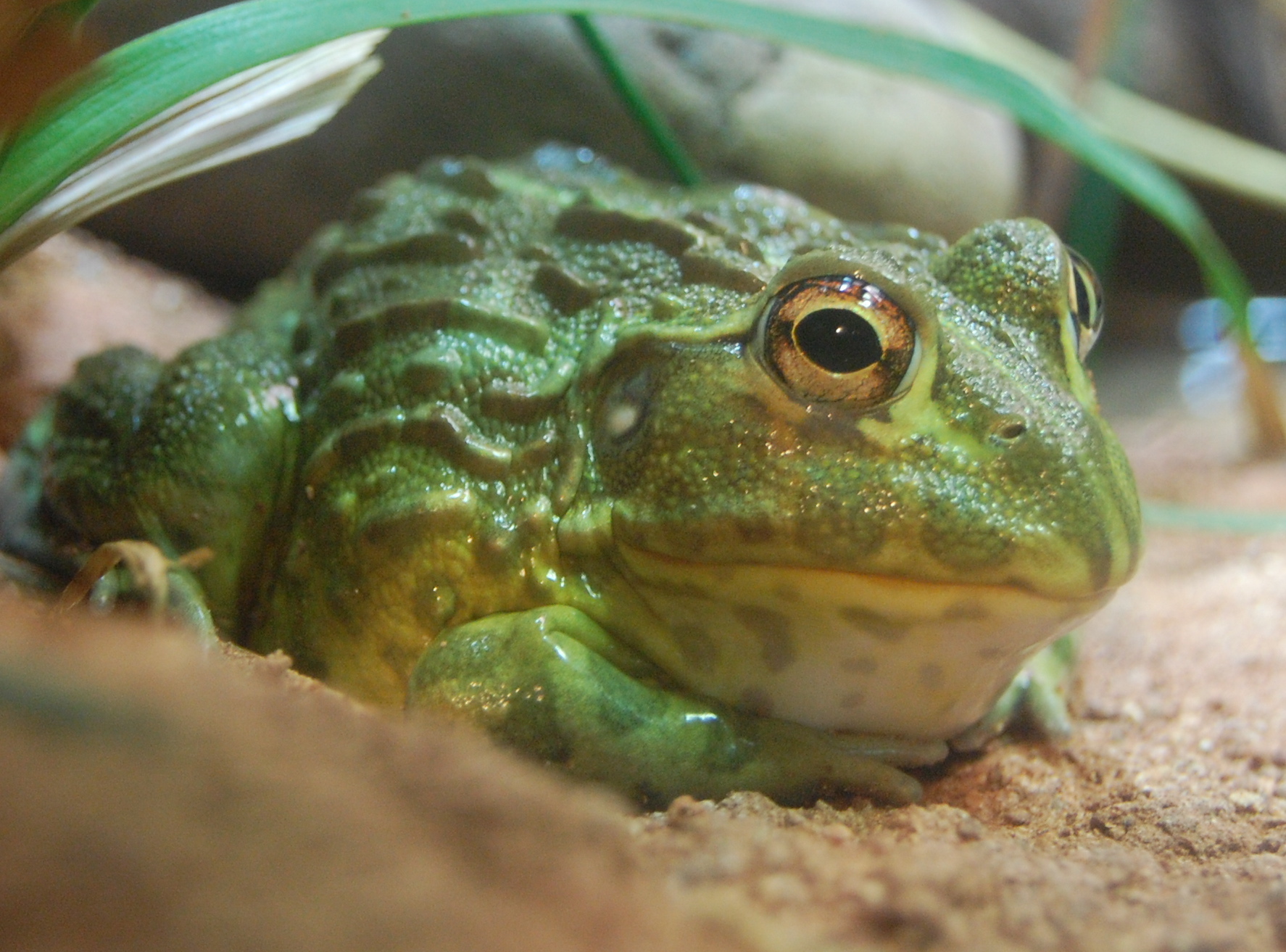
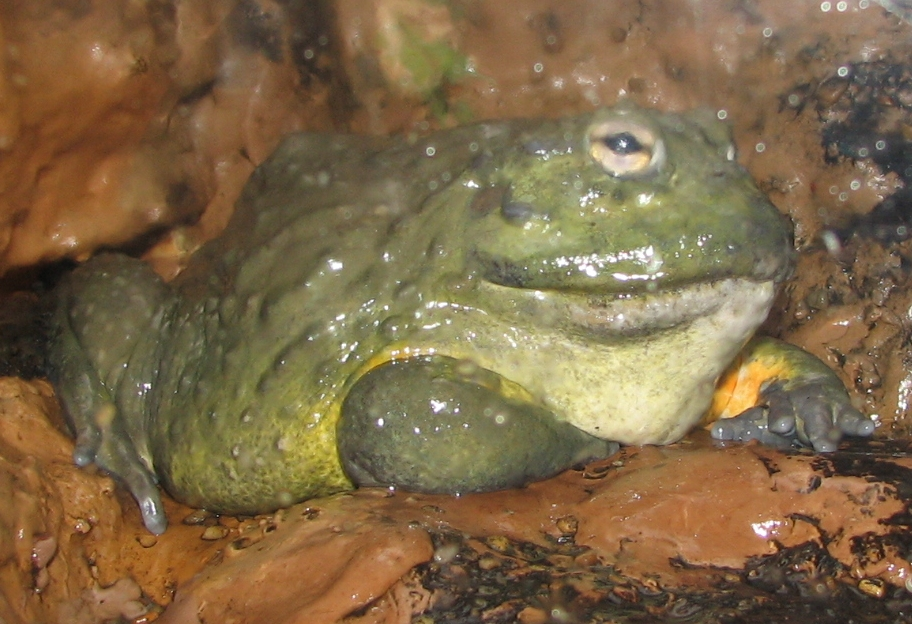